# Hanna K.
Hannah K. es una película dramática franco-israelí dirigido por Costa-Gavras y protagonizada por Jill Clayburgh y Gabriel Byrne. El filme es un intento de descripción del conflicto palestino-israelí desde la vertiente humana, y no tanto una crítica sobre el conflicto.

## Sinopsis
Hanna K.  es la historia de Hanna Kaufman, una hija de unos supervivientes del Holocausto y una inmigrante judía estadounidense de Israel, que es una abogada designada por el tribunal para defender a un palestino, Salim Bakri, acusado de terrorismo e infiltración. Salim afirma que estaba tratando de recuperar la posesión de la casa de su familia. Hanna lo salva de una sentencia de cárcel, pero es deportado a Jordania. Salim finalmente regresa, es encarcelado por inmigración ilegal y nuevamente solicita sus servicios. Hanna investiga la historia y descubre que la casa familiar de Salim es ahora una atracción turística en Kafr Rimon, un asentamiento construido y habitado por judíos rusos. La antigua aldea de Bakri, Kufr Rumaneh, ha desaparecido a excepción de algunas piedras y árboles.
Los abogados del estado le ofrecen un trato a Hanna: si ella abandona el procedimiento, harán los arreglos para que Salim se convierta en ciudadano sudafricano y luego pueda regresar a Israel e intentar recuperar su propiedad. Hanna se enfrenta al hecho de que un legado del Holocausto fue el despojo de los palestinos mientras sus colegas intentan persuadirla de los méritos del arreglo para Salim con el argumento de que Israel debe ser "defendido" incluso si a los palestinos se les niegan sus derechos.

## Reparto
- Jill Clayburgh como Hanna Kaufman
- Jean Yanne como Victor Bonnet
- Gabriel Byrne como Joshua Herzog
- Mohammad Bakri como Selim Bakri
- David Clennon como Amnon
- Shimon Finkel como Profesor Leventhal

## Acogida y polémica
Los grupos proisraelíes estaban preocupados por la descripción comprensiva de la película sobre la cuestión palestina. Un memorando interno fue distribuido por un B'nai B'rith asesorando a los miembros sobre los argumentos que pueden hacerse en contra de la película.
Hanna K. se estrenó en varias ciudades estadounidenses y se proyectó durante un corto tiempo con críticas negativas, y luego fue retirada abruptamente de circulación por el distribuidor estadounidense de la película. Costa Gavras anunció personalmente la película en The New York Times por 50.000 dólares. Universal prohibió utilizar anuncios preparados para la película.
Vincent Canby de  The New York Times  lo llamó un «gran y empapado desastre» con personajes mal dibujados y «diálogo tonto». Edward Said dijo en una reseña de Village Voice que «como intervención política y cinematográfica, entonces Hanna K. es una declaración de un gran y, creo yo, de un significado duradero».